# Pontevedra (stacja kolejowa)
Pontevedra (hiszp. Estación de Pontevedra) – stacja kolejowa w miejscowości Pontevedra, w prowincji Pontevedra, we wspólnocie autonomicznej Galicja, w Hiszpanii.
Obsługuje połączenia długiego i średniego dystansu Renfe.
W 2010 obsłużyło około 750 000 pasażerów.

## Położenie stacji
Znajduje się na linii Redondela – Santiago de Compostela w km 18.

## Linie kolejowe
- Redondela – Santiago de Compostela
- Pontevedra – Marín